# Peter Petroff
Peter Dimitroff Petroff (21 de outubro de 1919 - 27 de fevereiro de 2003) foi um búlgaro e norte-americano, inventor,engenheiro e cientista.

## Biografia
Peter Petroff Nasceu em Brestovitsa na Bulgária e morreu aos 83 anos de idade no dia 27 de fevereiro de 2003,em sua casa em Huntsville no Alabama nos EUA.

## Seus trabalhos
Peter Petroff trabalhou na NASA e foi fundamental para a evolução do programa espacial.Entre suas contribuições foram o desenvolvimento do primeiro sistema de monitoramento de informatização em telemetria de Satélites meteorológicos e de Comunicações. Petroff desenvolveu os primeiros relógios digitais de pulso e monitor cardíaco do mundo.